# Sint-Michaëlskathedraal (Izjevsk)
De Sint-Michaëlskathedraal (Russisch: Свято-Михайловский собор; Svjato-Michajlovski sobor) is een Russisch-orthodoxe kathedraal in de Russische stad Izjevsk. De kathedraal vormt een replica van een 19e-eeuwse kathedraal die in de sovjetperiode onder Stalin werd verwoest en na de val van de Sovjet-Unie weer werd opgebouwd. De kathedraal is vernoemd naar de aartsengel Michaël.
De oorspronkelijke Sint-Michaëlskathedraal werd gebouwd tussen 1897 en 1907 op de hoogste heuvel van de stad en vormde het grootste gebouw van de stad. De bouw stond onder leiding van architect Ivan Tsjaroesjin en kostte destijds 350.000 roebel, ongeveer 10.000 keer zoveel als het gemiddelde maandloon van een arbeider. De bouwstijl was neo-byzantijns. De kathedraal had een maximum hoogte van 70 meter (hoogste gebouw van Izjevsk) en was 43 meter breed. De fraai versierde kathedraal was echter geen lang leven beschoren: na de Russische Revolutie in 1917 en de sloop van de Christus Verlosserkathedraal van Moskou in 1931, moest ook deze kathedraal eraan geloven. Hoewel de kathedraal regelmatig werd gesloten en weer heropend, was het in 1929 definitief voorbij; de kathedraal werd eerst definitief gesloten, in 1932 werden vervolgens de klokken eruit gehaald en in de zomer van 1937 werd de kathedraal ten slotte opgeblazen en geslecht. De bouwmaterialen werden hergebruikt voor de bouw van een school. De geestelijken van de kerk werden gearresteerd en later geëxecuteerd. De plek van de kathedraal werd enigszins verborgen door er een plein neer te leggen.
In de jaren 80 kwamen er stemmen op om de kathedraal te herbouwen. In 1990 werd een herdenking voor de slachtoffers gehouden en in 1995 werd de grond herkregen en konden de voorbereidingen beginnen. Twee jaar later werd een raad opgericht, waarin de Oedmoetische president Aleksandr Volkov plaatsnam en die de bouwwerkzaamheden op zich nam. Meer dan 45.000 particulieren (met name Michail Kalasjnikov) en 500 bedrijven gaven geld voor de herbouw, die uiteindelijk plaatsvond tussen 2003 en 2007. De nieuwe kathedraal werd ingewijd door patriarch Alexius II.